# Alya Baffoun
Alya ou Alia Baffoun é uma feminista e socióloga tunisina.

## Biografia
Alya Baffoun estudou na Universidade de Paris, onde obteve um doutoramento em psicologia em 1969 com uma tese sobre a perda de professores em países de Terceiro Mundo. Fez parte da Universidade de Tunis, onde esteve sediada na Faculdade de Letras e Ciências Humanas, e no Centro de Estudos e Pesquisas Sociais e Econômicas (CERES). Em 1980, ela estava entre os 12 co-autores especialistas de um documento da UNESCO sobre pesquisa e ensino.

## Trabalhos
- 'Acesso das mulheres tunisianas ao trabalho assalariado', Al-Raida Journal, edição 20 (maio de 1982), pp. 7–8. https://doi.org/10.32380/alrj.v0i0.1489
- 'Mulheres e Mudança Social no Mundo Árabe Muçulmano', Fórum Internacional de Estudos da Mulher, Vol. 5, Edição 2 (1982), pp. 227-242. Traduzido do francês por Azizah al-Hibri e Eric Deudon.
- (com Fredj Stambouli) Ciências sociais e especificidade histórica: o caso do Magrebe Árabe. Instituto de Desenvolvimento de Viena, 1982
- 'Research in the Social Sciences on North African Women: Problems, Trends and Needs', in Social Science Research and Women in the Arab World, Paris: Unesco, 1984.
- 'Futuro do Feminismo na África', Echo, Boletim AAWORD 2/3 (1985), pp. 4–6
- 'Feminism and Muslim Fundamentalism: The Tunisian and Algerian Cases', em Valentine M. Moghadam, ed., Identity Politics and Women, Westview Press, 1994.